# Лассен-Пик
Ла́ссен-Пик (англ. Lassen Peak) — действующий вулкан в Северной Америке, находится в южной части Каскадных гор.
Высота над уровнем моря — 3187 м, поднимается на 2000 футов (610 м) над окружающей местностью, что делает его одним из крупнейших лавовых куполов на Земле.
30 мая 1914 года Лассен-Пик стал проявлять активную вулканическую деятельность после примерно 27 000 лет покоя. Его извержение в 1915 году было одним из крупных извержений 20-го столетия. Вулкан с близлежащей территорией выделен в 1916 году в Национальный парк.

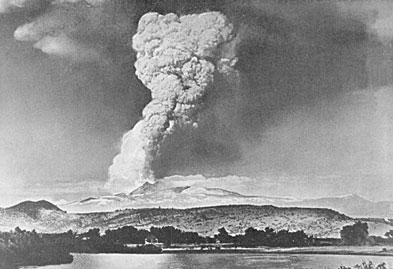
«Большой взрыв» извержения от 22 мая 1915 года.